# Scombride
Scombridele (Scombridae) sunt o familie de pești teleosteeni marini pelagici, de talie mijlocie sau mare, buni înotători, care trăiesc în cârduri mari în mările tropicale și subtropicale. Unele specii fac migrații sezoniere în apele temperate sau reci. Au corpul fusiform, puțin comprimat lateral, acoperit cu solzi cicloizi mărunți sau golaș. Unele specii au un corselet în spatele capului, acoperit cu solzi groși de talie mijlocie. Capul este turtit dorso-ventral. Gura lor este mare, cu un premaxilar neprotractil și cu un bot scurt. Au două înotătoare dorsale. În urma celei de-a doua înotătoare dorsale și a înotătoarei anale se află 5–12 înotătoare mici, numite pinule. Înotătoarele ventrale au o poziție pectorală, iar cea pectorală este așezată mult în sus. Înotătoarea caudală este bifurcată. Pedunculul caudal este subțire, cu două carene mici de fiecare latură; multe specii au a treia carenă care este bine dezvoltată și este situată între carenele mici. Se hrănesc cu crabi, crevete, calmari, crustacee, pești și larve de pești și nevertebrate. Unele specii mici filtrează zooplanctonul prin spinii branhiali. Au o mare importanță economică, fiind pești comestibili.

## Speciile din România
În apele noastre, trăiesc reprezentanții a 4 specii:  
1. Scomber scombrus (Linnaeus, 1758), sin. Scomber scomber (Linnaeus, 1758) = Scrumbie albastră, Macrou de Atlantic
2. Scomber colias (J.F.Gmelin, 1789), sin. Pneumatophorus colias (Gmelin, 1789) = Colios
3. Sarda sarda (Bloch, 1793) = Pălămidă, lacherdă
4. Thunnus thynnus (Linnaeus, 1758) = Ton, Ton roșu